# Meganephria crassicornis
Meganephria crassicornis är en fjärilsart som beskrevs av Brandt 1941. Meganephria crassicornis ingår i släktet Meganephria och familjen nattflyn. Inga underarter finns listade i Catalogue of Life.